# Vespericola karokorum
Vespericola karokorum är en snäckart som beskrevs av Talmadge 1962. Vespericola karokorum ingår i släktet Vespericola och familjen Polygyridae. IUCN kategoriserar arten globalt som otillräckligt studerad. Inga underarter finns listade i Catalogue of Life.